# Jean-Baptiste-Michel Ouvrard de La Haie
Pour les articles homonymes, voir Ouvrard.
Jean-Baptiste-Michel Ouvrard de la Haie est un écrivain et prêtre catholique français né à Fougerolles-du-Plessis, le 21 février 1741 et mort le 15 avril 1821.

## Biographie
Il est né de Gervais-Louis Ouvrard, sieur du Verger, originaire du Mans, et d'Anne-Jeanne-Marguerite Voisin. Il fut élevé au château de la Hautonnière où son père était régisseur. Son premier goût fut pour les chevaux. 
Destiné pourtant à l'état ecclésiastique, tonsuré en 1758, il était en 1760 à Paris, boursier au collège du Mans, se faisant recevoir maître ès arts, prenait le doctorat en droit, puis, pourvu d'un titre sacerdotal sur le lieu de la Haie en Larchamp, était ordonné prêtre et se fixait à la communauté des prêtres de la paroisse de Saint-Cosmes, occupé à la rédaction des procès-verbaux des assemblées du clergé de France. Il y était encore en 1768 quand on lui procura, à titre de bénéfice simple, l'aumônerie d'Ernée.
Mais le 24 juillet 1773, il obtenait la cure de Fougerolles. Il fut un curé gentilhomme, aimant le faste, ayant chevaux et carrosse, d'humeur joviale, adoré dans sa paroisse, libéral et apprécié par ses supérieurs qui lui trouvaient de l'esprit et de l'honnêteté, reconnaissaient que sa paroisse était bien tenue ; quoiqu'il ait peu l'esprit ecclésiastique, ajoute-t-on, il prêche quelquefois et confesse. On le nommait le petit évêque de Fougerolles.
Il fit, en prêtant le serment, le 20 février 1791, toutes les réserves orthodoxes, vécut pourtant en bonne intelligence avec le curé intrus Destais, se fit exempter de l'internement à Laval, mais partit en septembre 1792 par Granville pour Jersey, muni d'une somme considérable en or, puis pour Londres, où il prit de son hôte des leçons d'anglais en échange de leçons d'escrime. 
Il passa de là à Bruges, s'y créa des relations amicales, se retira devant l'armée française à Gand, à Middlebourg, à Dort, à Rotterdam, où il perdit sa malle et ses valeurs, et dut aller jusqu'à La Haye. À Rotterdam, où il rentra, il se fit polisseur de ciseaux, professeur de français, de géographie, d'escrime, d'équitation, remplaça un curé malade, et gagna tellement l'amitié des bourgeois qu'ils le créèrent citoyen batave. Ouvrard les remercia en vers, que l'abbé Angot juge d'ailleurs mauvais.
Quand la persécution se ralentit en France, il se hâta d'y revenir par Anvers, porteur d'un passeport au nom de Jean-Baptiste Ouvrard, allant en France pour y vendre ses marchandises et acheter des biens nationaux. À Paris, il fit tous les métiers, exerça même la médecine, obtint moyennant finances un certificat de civisme de la municipalité de Bondy, sous le nom de Michel Delépine, se retira à Villiers-le-Bel, fut savetier, vendangeur, sans cesser d'être homme du monde quand ses finances et les circonstances le lui permettaient.
La municipalité de Fougerolles, où il entretenait des relations, le rappela en 1800 ; il se mit en chemin, revit à Ernée sa mère qui faillit mourir de joie, retrouva même son carrosse, suivit à Fougerolles la députation, qui, maire en tête, était venu le chercher, y rappela un de ses anciens vicaires, Michel Feillet, à qui il laissa sa cure en 1803, et revint à Paris.
Les troubles de la capitale le dégoutèrent bientôt, il alla se fixer à Villemetrie, faubourg de Senlis, ville agréable et tranquille et surtout attachée à l'ancien gouvernement. 
La Restauration des Bourbons le combla de joie, le départ de Louis XVIII pour Gand fut le plus grand chagrin de sa vie, mais il chanta son retour : 

« O mon prince, ô mon roi,
Trop cher à ma patrie,
En me donnant la loi,
Vous me rendez la vie. ».
Mon unique bonheur était de revoir mon roi, ajoute-t-il ; je l'ai vu dans son palais, et versant des larmes d'hilarité, j'ai dit : Je suis heureux et je mourrai content. Il mourut en effet de joie, le 15 avril 1821. Ayant sollicité une audience de la duchesse d'Angoulême pour lui faire hommage de ses écrits, la nouvelle qu'il allait être reçu par le roi tua subitement le vieillard octogénaire.
Il portait : de gueules à la bande d'argent, chargée de 3 besans, au chef d'azur chargé de 3 clefs. Il est l'inventeur d'une machine à défrichement, nommée par lui charrue à fossoirs. Un portrait au pastel de M. Ouvrard était conservé au début du XXe siècle chez son petit-neveu à Fougerolles.
François-Louis, son frère, né à Larchamp le 24 janvier 1745, fut chanoine régulier de Sainte-Geneviève de Paris. Prieur de Saint-Saturnin près du Mans, après 1783, il refusa le serment constitutionnel, dut déporté à La Corogne, rentra en l'an IX dans sa cure où il décéda en septembre 1805. Il est l'auteur d'un manuscrit conservé à la Bibliothèque du Mans : Recueil de différentes histoires.

## Publications
- Manuel d'équitation et de géographie, Paris, 1817, in-12, xii-108 p. ;
- Le Déporté de la Mayenne, ou le Batave heureux, voyage par terre et par mer, Senlis, 1819, in 12, xxx-230 p. Ouvrage dont une réimpression fut faite au début du XXe siècle par l'imprimerie Goupil à Laval et précédée d'une notice biographique d'Ernest Laurain, archiviste de la Mayenne ;
- L'art de la navigation orientale et du commerce, Senlis, 1821, in-12, xxiv-333 p.

## Source
« Jean-Baptiste-Michel Ouvrard de La Haie », dans Alphonse-Victor Angot et Ferdinand Gaugain, Dictionnaire historique, topographique et biographique de la Mayenne, Laval, A. Goupil, 1900-1910 [détail des éditions] (BNF 34106789, présentation en ligne)